# Pablo Gómez Perpinyà
Pablo Gómez Perpinyà (Madrid, 20 de novembre de 1989) és un polític espanyol, diputat a l'Assemblea de Madrid des de 2019 dins del Grup Parlamentari Més Madrid.
Nascut el 20 de novembre de 1989 a Madrid, es va llicenciar en dret i en ciències polítiques per la Universitat Carles III de Madrid. Va militar al Col·lectiu 1984. Secretari general de Podem a Pozuelo de Alarcón, va ser cap de llista de la candidatura de Somos Pozuelo per a les eleccions municipals de 2015 a Pozuelo de Alarcón; elegit regidor, va exercir de portaveu de grup municipal entre 2015 i 2019.
Número 9 de la llista de Més Madrid per a les eleccions a l'Assemblea de Madrid de 2019, va ser elegit diputat de l'onzena legislatura del parlament regional. Després de la presentació de Més País i l'anunci d'Íñigo Errejón de les seves intencions de concórrer a les eleccions generals de novembre de 2019, Gómez va assumir el control del grup parlamentari de Més Madrid.